# Fortunato II di Grado
Fortunato (VIII secolo – non oltre l'825 o l'826) è stato un patriarca cattolico italiano.

## Origini
Secondo il più antico catalogo dei patriarchi di Grado, risalente al XII secolo, Fortunato sarebbe stato originario di Trieste, ma non ci sono ulteriori prove ad avvalorare questa notizia. Mancano conferme anche alle tradizioni che lo vorrebbero vescovo di Trieste negli anni precedenti alla sua nomina a patriarca.

## L'ascesa al patriarcato e le tendenze filo-franche
Parente del predecessore Giovanni IV, assassinato nell'802 per volere del doge veneziano Giovanni Galbaio, ricevette il pallio il 23 marzo 803. Secondo alcuni studiosi, la sua nomina avrebbe rappresentato un gesto di sfida nei confronti dei Galbaio e del loro partito filo-bizantino, confermando la tradizionale linea del patriarcato favorevole al papa. Fortunato si scontrò subito con il doge e il coreggente, suo figlio Maurizio, e intensificò i rapporti con la fazione a loro avversa rappresentata dal tribuno Obelerio.
Il suo atteggiamento lo costrinse ad abbandonare il Ducato veneziano e a portarsi nel territorio dei Franchi, presso la corte di Carlo Magno. L'imperatore lo favorì, coinvolgendolo nella sua tendenza finalizzata ad assegnare maggiori poteri temporali alle Chiese del suo Regno: con un diploma dell'agosto 803 concesse l'immunità a lui, ai sacerdoti e agli uomini delle terre del patriarcato dislocate nel Regno; con un atto analogo e nello stesso periodo accoglieva esentava quattro sue navi dalle imposte di transito in tutto il Sacro Romano Impero e gli concedeva in beneficio l'abbazia di Moyenmoutier.
Questa politica andava però a scontrarsi con l'ormai secolare rivalità tra le sedi di Grado e Aquileia che rivendicavano il ruolo di sede metropolitana della Venezia ed Istria. Carlo Magno cercò di favorire anche il presule aquileiese, ma non poteva rompere i legami con Fortunato, che gli garantiva un punto di contatto con Venezia e quindi con l'Impero Romano d'Oriente. Nell'803 l'imperatore lo definiva Venetiarum et Istriensium patriarcha e gli riconosceva dunque il suo primato nell'alto Adriatico.

## La fuga dai Bizantini
Frattanto la situazione del Ducato andava cambiando. Grazie a un gruppo di fuoriusciti riuniti a Treviso, i Galbaio vennero rovesciati e al loro posto fu messo Obelerio, associato al fratello Beato (804). Anche Venezia, quindi, si orientava verso una politica filo-franca, benché aspirasse comunque a una maggiore autonomia. Fu probabilmente per questo se Fortunato dovette attendere ancora qualche mese prima di rientrare in Laguna.
In ogni caso, un accordo tra Venezia e l'Impero concluso nell'805, di cui fu probabilmente fautore lo stesso Fortunato, sancì il passaggio del Ducato dall'orbita bizantina a quella franca. La risposta dell'Impero d'Oriente non si fece però attendere: qualche tempo dopo salpò alla volta del Ducato una flotta capeggiata dal patrizio Niceta e, prima che questa potesse raggiungere la Laguna, Fortunato decise di riparare nuovamente in terraferma.
All'arrivo delle navi Obelerio e Beato si sottomisero a Costantinopoli senza opporre resistenza. Venezia tornava quindi nella sfera d'influenza bizantina.
Risulta assai interessante una lettera di papa Leone III in risposta a una richiesta avanzata da Carlo Magno sulle sorti di Fortunato. L'imperatore, infatti, aveva chiesto che il patriarca, «propter persecutionem Grecorum seu Veneticorum», potesse stabilirsi a Pola, capitale dell'Istria e sede della principale diocesi della regione; forse il sovrano intendeva trasferirvi il patriarcato, che si sarebbe così trovato in territorio franco. Risulta ancora una volta evidente quanto l'imperatore avesse a cuore il presule; come testimoniato dalla Cronica de singulis patriarchis Nove Aquileie (XI secolo) tra Fortunato e Carlo esisteva un rapporto di fiducia personale e confidenza, tanto che il sovrano lo avrebbe voluto come padre spirituale.
Il pontefice ribatté constatando, non senza una vena di rimprovero, le tante concessioni offerte da Carlo al patriarca. Esortò quindi l'imperatore a preoccuparsi piuttosto del bene spirituale di Fortunato in modo da indurlo a una più corretta attività pastorale, e non mancò di criticare duramente lo stesso prelato, che aveva fama di corruttore. Ciò detto, acconsentì a far soggiornare Fortunato a Pola, tuttavia egli avrebbe dovuto lasciare la diocesi locale integra quando sarebbe rientrato in possesso della propria sede.
Che effettivamente Fortunato fosse un uomo di una certa spregiudicatezza, lo si nota da un'inchiesta aperta dopo la morte del patriarca, quando il successore Venerio rivendicò alcuni beni ecclesiastici che erano pervenuti a suo nipote Domenico.

## Il ritorno a Grado
Nell'810 Pipino, figlio di Carlo Magno e re dei Longobardi, invase il Ducato, depose i dogi Obelerio e Beato e riportò la regione nell'orbita franca. Fortunato, poté quindi rimpossessarsi di Grado.
Ma la successiva pace di Aquisgrana, conclusa tra i Franchi e Bisanzio, riportò Venezia tra le dipendenze di quest'ultima. Il patriarca dovette quindi rinunciare al progetto di trasformare Grado in una metropolia del Sacro Romano Impero e si rassegnò a restare sotto Costantinopoli.
È certo, comunque, che Fortunato continuasse a mantenere i contatti con la corte imperiale e fu forse lui ad introdurre a Venezia istituzioni e tradizioni tipicamente carolinge. Di sicuro lo fece in campo artistico: nell'elenco delle sue donazioni, il patriarca cita la chiesa di San Giovanni evangelista, che fece restaurare chiamando maestri francesi, e ricorda un calice che fece inviare in Francia perché venisse impreziosito con oro e gemme; anche nella stessa Grado compì simili iniziative, come ravvisabile tutt'oggi nelle opere dell'epoca, caratterizzate da influenze e modelli franchi.

## La deposizione e gli ultimi anni
Nonostante tutto, anche in questo periodo Fortunato si recò più volte in territorio carolingio. Secondo Giovanni Diacono questo atteggiamento avrebbe indispettito i dogi che esiliarono definitivamente il patriarca dal Ducato (il successore Venerio è documentato dall'826).
Diversa la versione riportata negli annali carolingi. Nell'821 un sacerdote della sua diocesi lo accusò davanti a Ludovico il Pio di aver favorito la rivolta di Ljudewit, duca della Pannonia inferiore. Chiamato a comparire a corte, Fortunato finse di obbedire: fece tappa in Istria ma poi proseguì per Zara dove il prefetto della Dalmazia lo aiutò a raggiungere Costantinopoli. Questo ha portato alcuni a ipotizzare che l'accordo tra Ljudewit e il patriarca coinvolgesse anche l'imperatore bizantino Michele II. È certo, in ogni caso, che dopo la morte di Carlo Magno e l'ascesa di Ludovico il Pio Fortunato avesse perso la sua posizione privilegiata nella corte franca. Restò a Costantinopoli fino all'824, quando prese parte a una legazione bizantina inviata presso Ludovico il Pio, organizzata forse per riabilitarlo. Ma la sua posizione era ormai compromessa: l'imperatore lo fece arrestare e lo condusse a Roma per essere sottoposto al giudizio del papa.
Di lui non si sa null'altro e si può presumere fosse morto (in territorio franco, secondo Giovanni Diacono) prima dello svolgimento del processo. Secondo il cronista di Moyenmoutier (il monastero figurò sempre fra i suoi benefici) sarebbe deceduto un 26 febbraio, mentre i necrologi dell'abbazia parlano del 12 marzo; resta sconosciuto l'anno, che dovrebbe essere al massimo l'825 o l'826. Venne sepolto nella chiesa di Moyenmoutier, presso l'altare di San Gregorio Magno.